# Patrik Martinsson
Patrik Martinsson, född 1967 i Jönköping, är en svensk skådespelare, sångare och musikalartist.
Martinsson har varit engagerad på bland annat Göta Lejon, Oscarsteatern, Chinateatern, Stockholms Stadsteater, Cirkus, MalmöOperan, GöteborgsOperan, Värmlandsoperan, Riksteatern.

## Teater

### Roller
| År   | Roll                          | Produktion                                                                    | Regi                             | Teater                      |
| ---- | ----------------------------- | ----------------------------------------------------------------------------- | -------------------------------- | --------------------------- |
| 1991 | Judas                         | Jesus Christ Superstar Andrew Lloyd Webber och Tim Rice                       | Mats Huddén                      | Östgötateatern              |
| 1992 | Freddy                        | My Fair Lady Frederick Loewe och Alan Jay Lerner                              | Göran Sarring                    | Arbisteatern                |
| 1993 | Jesus                         | Godspell John-Michael Tebelak och Stephen Schwartz                            | Torsten Sjöholm                  | Östgötateatern              |
| 1993 | Rolf Gruber                   | Sound of Music Richard Rodgers och Oscar Hammerstein II                       | Göran Sarring                    | Arbisteatern                |
| 1994 | Frank Schultz                 | Showboat Jerome Kern och Oscar Hammerstein                                    | Göran Sarring                    | Arbisteatern                |
| 1995 | Understudy Christian Ensemble | Cyrano Sebastian, Pierre Westerdahl och Fleming Enevold                       | Åsa Melldahl                     | Oscarsteatern               |
| 1996 | Enjolras                      | Les Misérables Claude-Michel Schönberg och Alain Boublil                      | Vernon Mound                     | Wermland Opera              |
| 1997 | Vän av Ordning                | Kärleksprojektet Lars Hesslind                                                | Sonja Gube                       | Pusterviksteatern           |
| 1997 | Frid                          | Sommarnattens leende (A Little Night Music) Stephen Sondheim och Hugh Wheeler | Benny Fredriksson                | Riksteatern                 |
| 1999 | Walther                       | Hair James Rado, Gerome Ragni och Galt MacDermot                              | Ronny Danielsson                 | Parkteatern                 |
| 1999 | Döden                         | Elisabeth Sylvester Levay och Michael Kunze                                   | Ronny Danielsson                 | Wermland Opera              |
| 2000 | Enjolras                      | Les Miserables Claude-Michel Schönberg, Alain Boublil och Herbert Kretzmer    | Vernon Mound                     | GöteborgsOperan             |
| 2000 | Walther                       | Hair James Rado, Gerome Ragni och Galt MacDermot                              | Ronny Danielsson                 | Parkteatern Riksteatern     |
| 2000 | Enjolras                      | Les Miserables Claude-Michel Schönberg, Alain Boublil och Herbert Kretzmer    | Vernon Mound                     | Malmö Opera                 |
| 2001 | Judas                         | Jesus Christ Superstar Andrew Lloyd Webber och Tim Rice                       | Ola B Johannessen                | GöteborgsOperan             |
| 2002 | Dörrvakten                    | Godspell John-Michael Tebelak och Stephen Schwartz                            | Ronny Danielsson                 | Parkteatern                 |
| 2002 | Engineer                      | Miss Saigon Claude-Michel Schönberg, Richard Maltby, Jr. och Alain Boublil    | Vernon Mound                     | Malmö musikteater           |
| 2003 | Pontius Pilatus               | Jesus Christ Superstar Andrew Lloyd Webber och Tim Rice                       | Göran Sarring                    | Värmekyrkan, Norrköping     |
| 2004 | Diesel                        | West Side Story Leonard Bernstein, Stephen Sondheim och Arthur Laurents       | Ronny Danielsson                 | Malmö Opera och Musikteater |
| 2004 | Engineer                      | Miss Saigon Claude-Michel Schönberg, Richard Maltby, Jr. och Alain Boublil    | Vernon Mound                     | GöteborgsOperan             |
| 2005 | Sam Ensemble                  | Mamma Mia! Catherine Johnson, Benny Andersson och Björn Ulvaeus               | Paul Garrington                  | Cirkus, Stockholm           |
| 2006 | Rum Tum Tugger                | Cats Andrew Lloyd Webber efter T.S. Eliot                                     | Hans Berndtsson                  | Göteborgsoperan             |
| 2007 | Sam                           | Mamma Mia! Catherine Johnson, Benny Andersson och Björn Ulvaeus               | Paul Garrington                  | Scandinavium                |
| 2007 | Glen                          | The Wedding Singer Matthew Sklar, Chad Beguelin och Tim Herlihy               | Staffan Aspegren                 | Wermland Opera              |
| 2008 | Berättaren                    | Blodsbröder (Blood Brothers) Willy Russell                                    | Elisabet Ljungar                 | Malmö Opera                 |
| 2008 | Judas                         | Jesus Christ Superstar Andrew Lloyd Webber och Tim Rice                       | Ronny Danielsson                 | Malmö Opera                 |
| 2009 | Tybalt                        | Romeo och Julia Bjorn Dobbelaere                                              | Bjorn Dobbelaere Gunilla Ohlsson | GöteborgsOperan             |
| 2009 | Corny Collins                 | Hairspray Mark Shaiman och Scott Wittman                                      | Anders Albien                    | Chinateatern                |
| 2011 | Fredrik                       | Leva livet (Elsk mig i nat) Ida Maria Rydén och Ina Bruhn                     | Philip Zandén                    | Chinateatern                |
| 2011 | Berger Walter                 | Hair Gerome Ragni, James Rado och Galt MacDermot                              | Ronny Danielsson                 | Stockholms stadsteater      |
| 2012 | Judas                         | Jesus Christ Superstar Andrew Lloyd Webber och Tim Rice                       | Ronny Danielsson                 | Göta Lejon                  |
| 2013 | Tick/Mitzi                    | Priscilla, Queen of the Desert Stephan Elliott och Allan Scott                | Simon Philips                    | Göta Lejon                  |
| 2014 | Che                           | Evita Andrew Lloyd Webber och Tim Rice                                        | Ronny Danielsson                 | Göta Lejon                  |
| 2016 | John                          | Murder Ballad Julia Jordan och Juliana Nash                                   | Morgan Alling                    | Teater Playhouse            |
| 2017 | Giorgio                       | Passion Stephen Sondheim och James Lapine                                     | Victoria Brattström              | Norrlandsoperan             |
| 2017 | Freddie                       | Chess Benny Andersson, Björn Ulvaeus och Tim Rice                             | Ola Hörling                      | Kristianstads teater        |
| 2018 | Aron Petter Lindström         | Camera Jan-Erik Sääf och Staffan Aspegren                                     | Eva Gröndahl                     | Östgötateatern              |
| 2022 | Pontius Pilatus               | Jesus Christ Superstar Andrew Lloyd Webber och Tim Rice                       | Fredrik Rydman                   | Turné                       |